# Le Lab Quantique
 (août 2023).
La mise en forme du texte ne suit pas les recommandations de Wikipédia : il faut le « wikifier ».
Les points d'amélioration suivants sont les cas les plus fréquents :
- Les titres sont pré-formatés par le logiciel. Ils ne sont ni en capitales, ni en gras.
- Le texte ne doit pas être écrit en capitales (les noms de famille non plus), ni en gras, ni en italique, ni en « petit »…
- Le gras n'est utilisé que pour surligner le titre de l'article dans l'introduction, une seule fois.
- L'italique est rarement utilisé : mots en langue étrangère, titres d'œuvres, noms de bateaux, etc.
- Les citations ne sont pas en italique mais en corps de texte normal. Elles sont entourées par des guillemets français : « et ».
- Les listes à puces sont à éviter, des paragraphes rédigés étant largement préférés. Les tableaux sont à réserver à la présentation de données structurées (résultats, etc.).
- Les appels de note de bas de page (petits chiffres en exposant, introduits par l'outil «  Source ») sont à placer entre la fin de phrase et le point final[comme ça].
- Les liens internes (vers d'autres articles de Wikipédia) sont à choisir avec parcimonie. Créez des liens vers des articles approfondissant le sujet. Les termes génériques sans rapport avec le sujet sont à éviter, ainsi que les répétitions de liens vers un même terme.
- Les liens externes sont à placer uniquement dans une section « Liens externes », à la fin de l'article. Ces liens sont à choisir avec parcimonie suivant les règles définies. Si un lien sert de source à l'article, son insertion dans le texte est à faire par les notes de bas de page.
- La présentation des références doit suivre les conventions bibliographiques. Il est recommandé d'utiliser les modèles {{Ouvrage}}, {{Chapitre}}, {{Article}}, {{Lien web}} et/ou {{Bibliographie}}. Le mode d'édition visuel peut mettre en forme automatiquement les références.
- Insérer une infobox (cadre d'informations à droite) n'est pas obligatoire pour parachever la mise en page.

Pour une aide détaillée, merci de consulter Aide:Wikification.
Si vous pensez que ces points ont été résolus, vous pouvez retirer ce bandeau et améliorer la mise en forme d'un autre article.
 (juillet 2023).
L'article doit être relu — et modifié si nécessaire — par des contributeurs indépendants pour apporter un regard critique aux contributions effectuées en violation des conditions d'utilisation de Wikipédia, tant sur la forme (notamment concernant le style encyclopédique, la proportionnalité) que sur le fond (la neutralité de point de vue, la qualité et l'indépendance des sources).
 (juillet 2023).
 (juillet 2023).
Le Lab Quantique (LLQ) est une association loi 1901. Elle a pour vocation la mise en synergie d’une communauté quantique nationale en développant des liens étroits entre acteurs académiques, industriels et investisseurs. Créée en 2020 après une phase d’expérimentation de 18 mois par Christophe Jurczak, Jean-Gabriel Boinot (Quantonation) et Jean-Christophe Gougeon (BPIfrance), l’association siège au sein du Plan National Quantique et représente les intérêts de l’écosystème quantique français. Elle est soutenue par le fond Quantonation, BPIfrance et le programme Deep Tech Founders,.

## Activité
Le Lab Quantique se veut moteur de plusieurs projets dynamiques pour faire vivre l’écosystème quantique français. Il se pense également comme un think tank destiné à produire du contenu de haut niveau. A ce titre, l’association a récemment publié un rapport sur l’état de l’écosystème quantique français en 2023 de 92 pages.
Parmi les évènements organisés en partenariat avec Le Lab Quantique, on peut citer notamment la première conférence internationale sur l’informatique quantique, approchée du point de vue des applications et des marchés, organisée en 2019 par BPI France avec le soutien du Lab Quantique, ainsi que plusieurs hackathons sur la programmation et les protocoles de communication quantiques, en partenariat avec École 42 et le CNRS. Divers meetups et webinars ont été lancés en 2020 avec un fort succès, plus de 200 participants du monde entier à chaque session.
En particulier, Le Lab Quantique a soutenu le premier BIG Quantum Hackathon à Paris organisé en 2021 sous le haut patronage de Cédric O – ancien secrétaire d’État chargé de la Transition numérique et des Communications électroniques, et Neil Abroug – coordonnateur national pour la Stratégie quantique. L’événement a été soutenu par BPIfrance, l’Inria, Genci, Quantonation et Le Lab Quantique. Il est devenu la plus grande compétition d’informatique quantique, en raison du nombre d’acteurs de l’écosystème international de l’informatique quantique impliqués, et l’une des plus originales en raison de sa structure en deux phases : technique et business.
Le Lab Quantique participe également avec le GENCI au projet : PAck Quantique, « une initiative unique au monde qui vise à réduire drastiquement les obstacles qui limitent aujourd'hui - au-delà même des performances pures des processeurs quantiques pilotes - les co-développements entre fournisseurs de technologies (matérielles et logicielles) et clients destinés à bénéficier de l'accélération quantique. » Ce programme, qui bénéficie du soutien de la région Île-de-France qui y a investi 1,5 million d’euros sur 3 ans, s’annonce prometteur pour la collaboration entre startups quantiques et industriels, comme celle de Pasqal avec EDF,.